# Louis Choisy
Louis Choisy fue un deportista belga que compitió en remo. Ganó tres medallas en el Campeonato Europeo de Remo entre los años 1893 y 1896.

## Palmarés internacional
| Campeonato Europeo | Campeonato Europeo | Campeonato Europeo | Campeonato Europeo |
| Año                | Lugar              | Medalla            | Prueba             |
| ------------------ | ------------------ | ------------------ | ------------------ |
| 1893               | Orta (Italia)      | Medalla de bronce  | Ocho con timonel   |
| 1894               | Mâcon (Francia)    | Medalla de bronce  | Ocho con timonel   |
| 1896               | Ginebra (Suiza)    | Medalla de plata   | Ocho con timonel   |